# 鳥肌

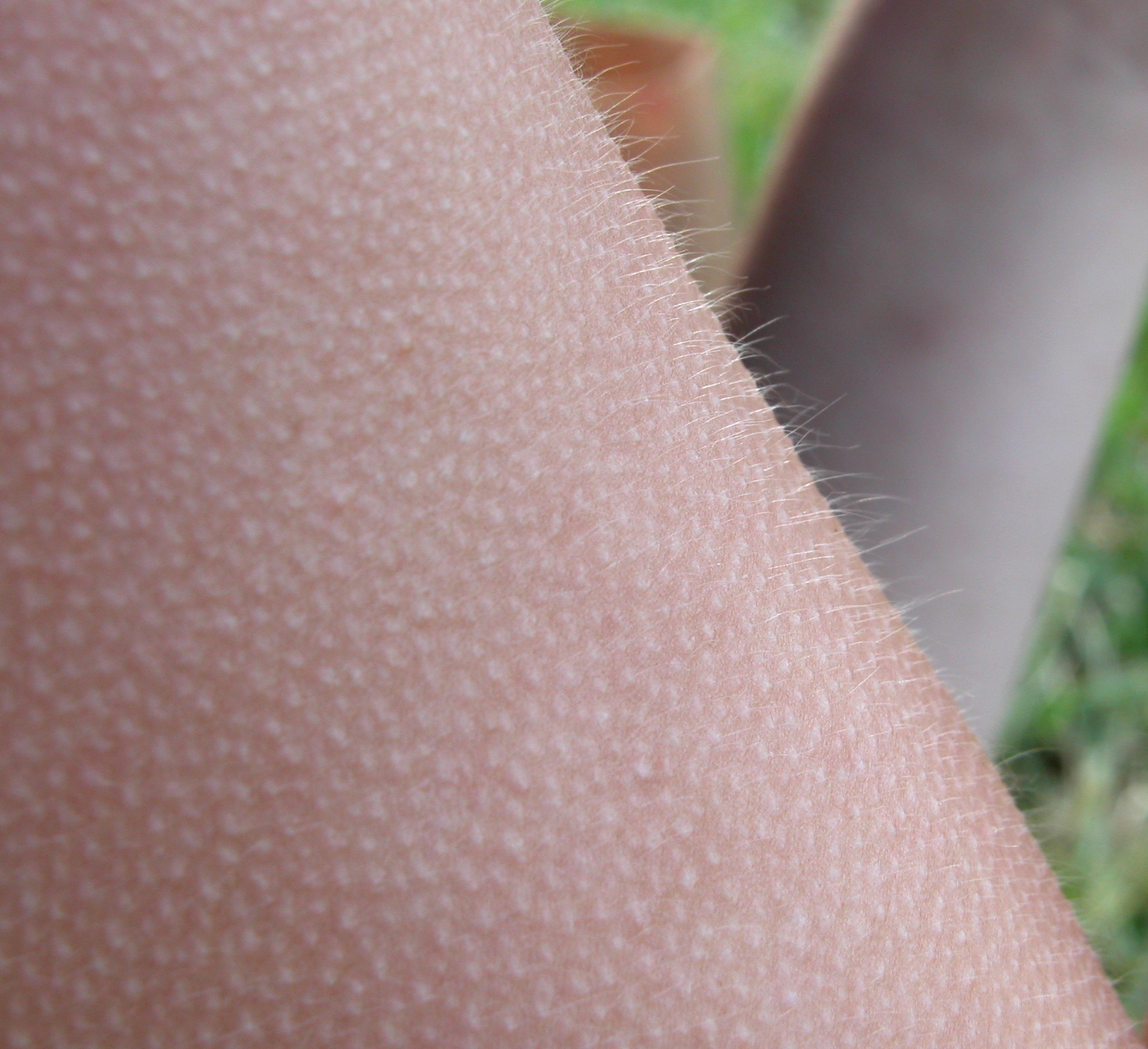
人間の鳥肌

鳥肌や毛が逆立つ理由。1.表皮 (皮膚)、2.立毛筋、3.毛包、4.真皮

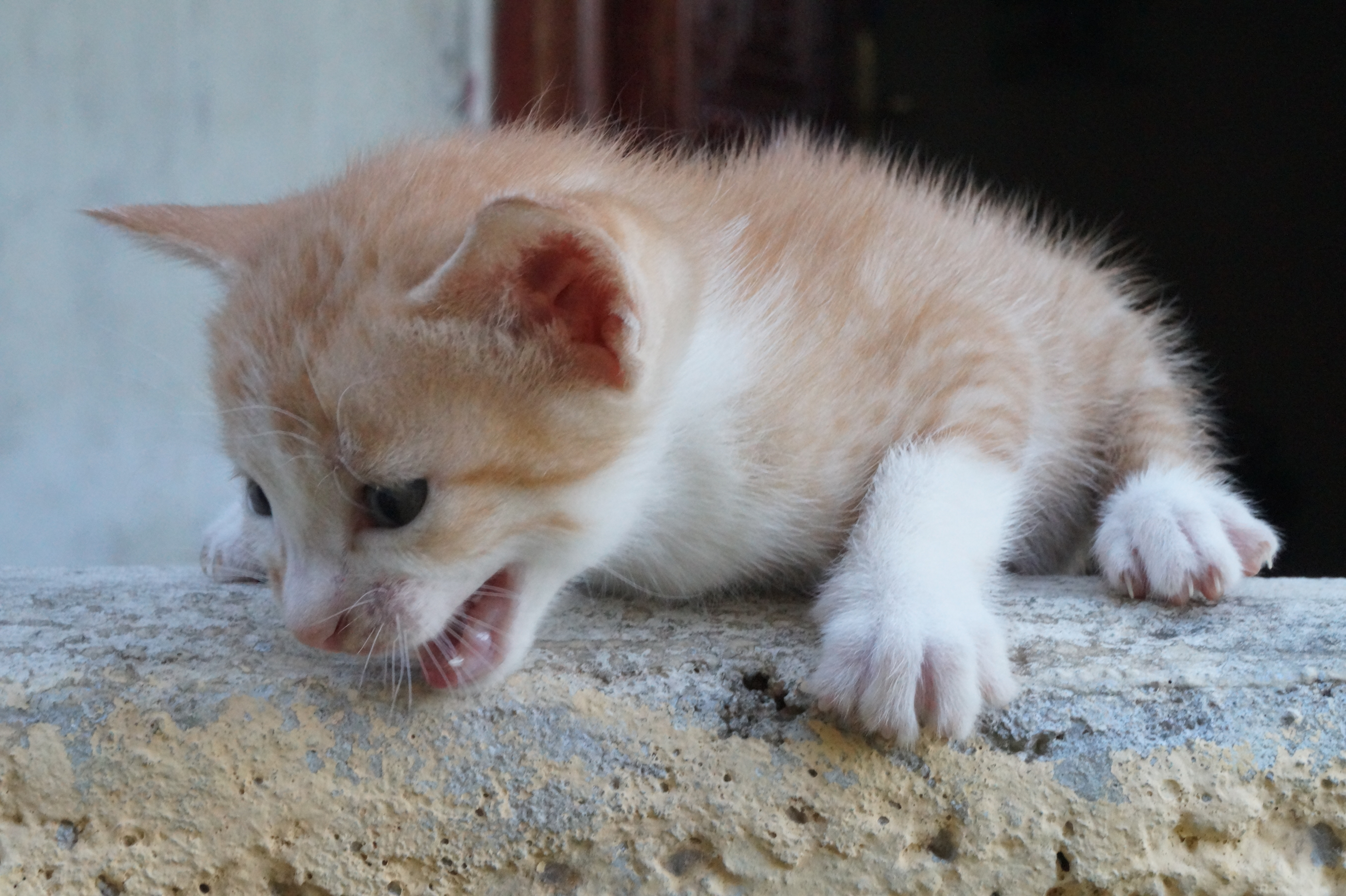
毛を逆立たせる猫

鳥肌（とりはだ、英語: goose bumps）とは、寒さ（寒冷ストレス）や恐怖、あるいは驚きなどの情緒性ストレスに反応して、立毛筋が収縮し皮膚の毛孔部が隆起する現象。鳥の毛を毟った痕のような細かい突起が出る。鵞皮（がひ）ともいう。一部地域では「さぶいぼ」（寒くて出るイボの意味）ともいう。

## 概説
交感神経の興奮・緊張によるもので、寒さや恐怖だけでなく、強い喜びや衝撃的な事実を知った際にもこの防御反応が引き起こされることがある。
寒さを感じたときに鳥肌が立つ理由は、人の皮膚上で「立毛」と呼ばれる現象が起こっているためである。生きるために内臓を動かしたり、体温を調節したり、血液を循環させたりする無意識の動きは、自律神経により調整されている。自律神経は、起きているときや緊張しているときに優位になる交感神経と、寝ているときやリラックスしているときに優位になる副交感神経によって成り立っている。寒さを感じると、交感神経が優位になり、毛穴のそばにある立毛筋という小さな筋肉が収縮し、これによって毛穴が閉じると、普段は横になっている毛が立つ。この現象が「立毛」である。これにより毛穴の周辺がやや盛り上がり、「鳥肌が立った」状態になる。
集合体を見ると鳥肌が立つ症状がある（トライポフォビア。集合体恐怖症ともいう）。
恐怖や感動による鳥肌を防ぐ術は発見されていない。寒さによる鳥肌は、適切な服装を選ぶことである程度防ぐことができる。
感情反応として鳥肌の研究が行われているが。生理反応として再現性がないことが問題である。意図的に鳥肌を立てられる「自発的発生立毛」の人間が一定数存在するため、研究参加の呼びかけが行われている。
ネコなどが威嚇をする際に毛を逆立ててるのも、皮膚にある立毛筋が収縮して毛が逆立つ、すなわち鳥肌によるものである。

### 用法
「鳥肌が立つ」という言葉は、元来気味の悪いものや恐ろしいものを見たときにゾクゾクして肌が粟立つ様子を言うのに用いられた。しかし、時代が下ると、スポーツや映画などで感激したときに、「感動で鳥肌が立つ」と言う人も増えてきている。
鳥肌が立っている状態を表す用語として、粟粒に比喩して「肌に粟を生じる」、「粟立つ」、「総毛立つ」、「身の毛もよだつ」、「ぞっとする」という言葉が使われる。